# Montecincla fairbanki
Montecincla  fairbanki (лат.) — вид воробьиных птиц из семейства кустарницевых (Leiothrichidae).
Эндемик юга Индии (штат Керала). Оперение серо-коричневого или красно-коричневого цвета. Длина тела около 20 см, хвост — до 10 см.

## Синонимы
Вид первоначально описан Томасом Уильямом Бланфордом в 1869 году как Trochalopteron fairbanki, потом его несколько раз переносили в другие рода. В синонимику вида входят такие биномены:
- Garrulax fairbanki (Blanford, 1869)
- Strophocincla fairbanki (Blanford, 1869)
- Trochalopteron fairbanki Blanford, 1869